# Zutragum likianga
Zutragum likianga är en fjärilsart som beskrevs av Max Wilhelm Karl Draudt 1950. Zutragum likianga ingår i släktet Zutragum och familjen nattflyn. Inga underarter finns listade i Catalogue of Life.